# موسی و یکتاپرستی
موسی و یکتاپرستی (به آلمانی: Der Mann Moses und die monotheistische Religion) نام کتابی است که در سال ۱۹۳۷ توسط زیگموند فروید نوشته شده‌است. فروید در این کتاب احتمال عبرانی نبودن موسی را مطرح ساخته و می‌نویسد موسی اشراف‌زاده‌ای مصری بوده که احتمالاً پیرو آخناتون یکتاپرست مصر باستان بوده باشد.
کتاب از سه بخش تشکیل شده و بخشی از کارهای فروید در ارتباط با تئوری روانکاوی به منظور ارائه فرضیاتی در مورد رخدادهای تاریخی به‌شمار می‌رود. فروید قبلاً هم از این تئوری در کتاب دیگرش به نام توتم و تابو استفاده کرده بود.
فروید نتیجه می‌گیرد که موسی پیرو دین یکتاپرستی آتون بوده اما به علت سست شدن قدرت امپراتوری پس از اخناتون و طرد دین اتون توسط مصریان، موسی این دین را به جای ادامه در مصر، به قوم یهود منتقل می‌کند. یهودیان آن زمان در قلمرو مصر ساکن بودند. موسی همچنین رسم مصری ختنه را به قوم یهود داد.
فروید در این کتاب با روایت کتاب مقدس دربارهٔ موسی مخالفت کرده و می‌نویسد، موسی تنها پیروان نزدیکش را در زمان ناآرامی‌های پس از آخناتون به آزادی راهنمایی می‌کند ولی آن‌ها در پی یک شورش او را به قتل می‌رسانند و سپس با قبیله یکتاپرست دیگری به نام مدین ترکیب می‌شوند. آن‌ها سال‌ها پس از کشتن موسی پشیمان شده و در آرزوی بازگشت موسی برای نجات بنی اسرائیل مفهوم منجی را ابداع کردند. به عقیده فروید این احساس گناه ناشی از قتل موسی به تدریج به نسل‌های بعد منتقل شده و در نهایت منجر به پیدایش دین یهودیت می‌شود.

## نسخه فارسی
این کتاب در سال ۱۳۴۸ توسط قاسم خاتمی به فارسی برگردانده شده‌است.
در سال ۱۳۸۸ نیز، ترجمهٔ دیگری از این کتاب توسط نشر رخداد نو، و با ترجمهٔ صالح نجفی روانهٔ بازار نشر شد.
برگردان دیگری از این کتاب در سال ۱۳۹۷ توسط وانیک هورمزد وارد بازار نشر گردید.